# Androsace lehmanniana
Androsace lehmanniana är en viveväxtart. Androsace lehmanniana ingår i släktet grusvivor, och familjen viveväxter.

## Underarter
Arten delas in i följande underarter:
- A. l. arctisibirica
- A. l. lehmanniana